# Tanah Bawah
Tanah Bawah is een bestuurslaag in het regentschap Bangka van de provincie Bangka-Belitung, Indonesië. Tanah Bawah telt 1488 inwoners (volkstelling 2010).